# Al-Mardsch
Al-Mardsch (ˈmɑrdʒ; arabisch المرج, DMG al-Marǧ, auch el Merdj, el Merj oder Marge) ist eine Stadt im nordöstlichen Libyen sowie der Verwaltungssitz des Distrikts el Merdj. Sie liegt in einem Hochlandtal, das vom Mittelmeer durch eine Reihe von Hügeln getrennt wird, Teil des Gebel el-Achdar.
Al-Mardsch hat eine geschätzte Bevölkerungszahl von 85.315 (Stand 2004). Es gibt eine Reihe von Banken in der Hauptstraße, während das Postamt im Zentrum der Stadt ist, nicht weit von der Abu-Bakr-Assiddiq-Moschee.

## Geschichte
Al-Mardsch war die Stätte der griechischen Kolonie Barke aus dem 7. Jahrhundert vor Christus. Es wurde 512 v. Chr. von den Persern eingenommen und nach dem Tod Alexanders des Großen 323 v. Chr. von den Ptolemäern annektiert. 641 nach Christus wurde die Stadt von den aus Osten einfallenden Arabern gewaltsam eingenommen.
In den 1800ern wuchs die Stadt um ein türkisches Fort, das 1842 aufgebaut und nun restauriert wurde. Die Italiener bauten die Stadt (1913–1941) wirtschaftlich zum Verwaltungs- und Handelszentrum sowie Hill resort aus.
Al-Mardsch war auch die Hauptstadt der Kyrenaika von 1942 bis 1943 zur Zeit des Vereinigten Königreichs von Libyen.
Der größte Teil der Stadt wurde am 21. Februar 1963 durch ein Erdbeben von 5,6 auf der Richterskala zerstört, das etwa 300 Personen tötete und 500 weitere verwundete.